# La Dame blanche (réseau de renseignements)
Pour les articles homonymes, voir Dame Blanche.

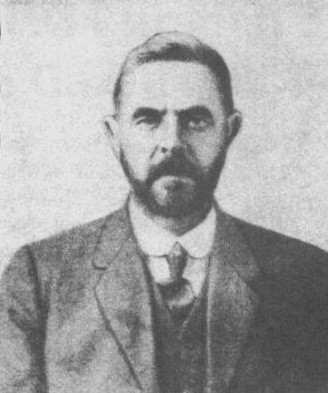
Walthère Dewé en 1930.

La Dame blanche est un réseau de renseignements belge de la Première Guerre mondiale. Il prend ce nom en référence à une légende allemande indiquant que la fin de la dynastie des Hohenzollern serait annoncée par l'apparition d'un spectre de femme toute blanche.

## Présentation
La « Dame blanche » est un réseau de renseignements clandestin qui s’étendait en Belgique, dans le Nord de la France et au Luxembourg. À la fin de la Première Guerre mondiale, il comptait près de mille agents.
Créé durant l'occupation allemande de la Belgique durant ce conflit, ce réseau choisit ce nom en référence à une vieille légende prussienne, attachée à la famille régnante des Hohenzollern,,.

## Historique
Il fut fondé en 1916 par Walthère Dewé, ingénieur à Bruxelles, à la compagnie des télégraphes et des téléphones. Cette décision résulte de l'arrestation suivie de l'exécution par les Allemands du cousin de Dewé, Dieudonné Lambrecht, fondateur du réseau de renseignement Lambrecht.
Pour sauver le réseau, Dewé en prend la direction et le développe sous le nom de la Dame Blanche. Walthère Dewé travaillait pour les services du War Office. Il fournit 75 % des renseignements collectés dans les régions occupées de Belgique et du nord de la France. Vers la fin de la guerre, ses 1 300 agents couvraient la Belgique occupée, une partie du nord de la France avec le réseau de Louise de Bettignies et le grand-duché de Luxembourg. Dewé récidiva pendant la Seconde Guerre mondiale avec le réseau de renseignements Clarence qu'il avait préparé dès 1939. Moins chanceux qu'en 1914-1918, Dewé fut abattu par les Allemands en 1944, ayant refusé de se rendre.

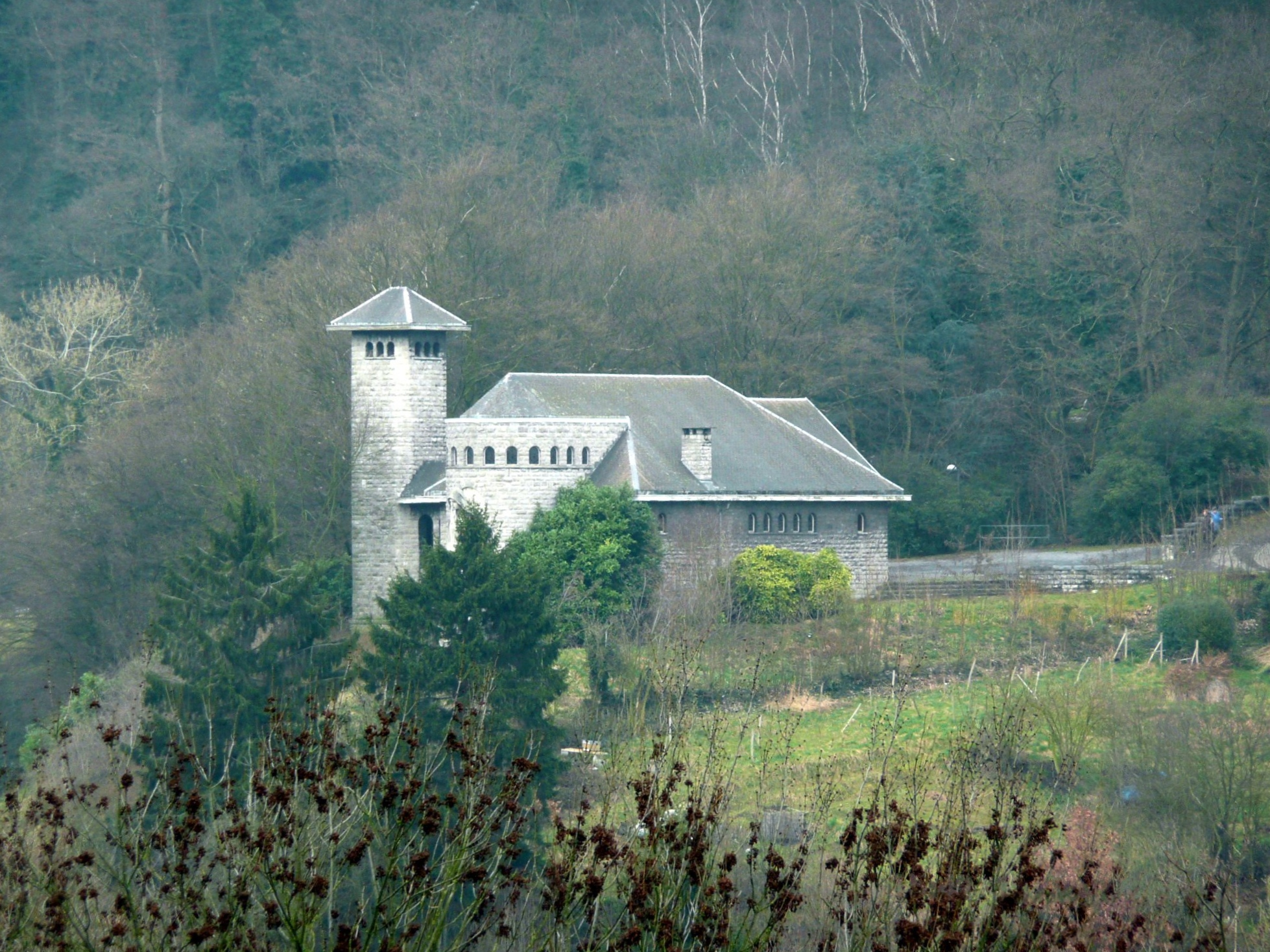
Chapelle Saint-Maurice, mémorial Walthère Dewé.
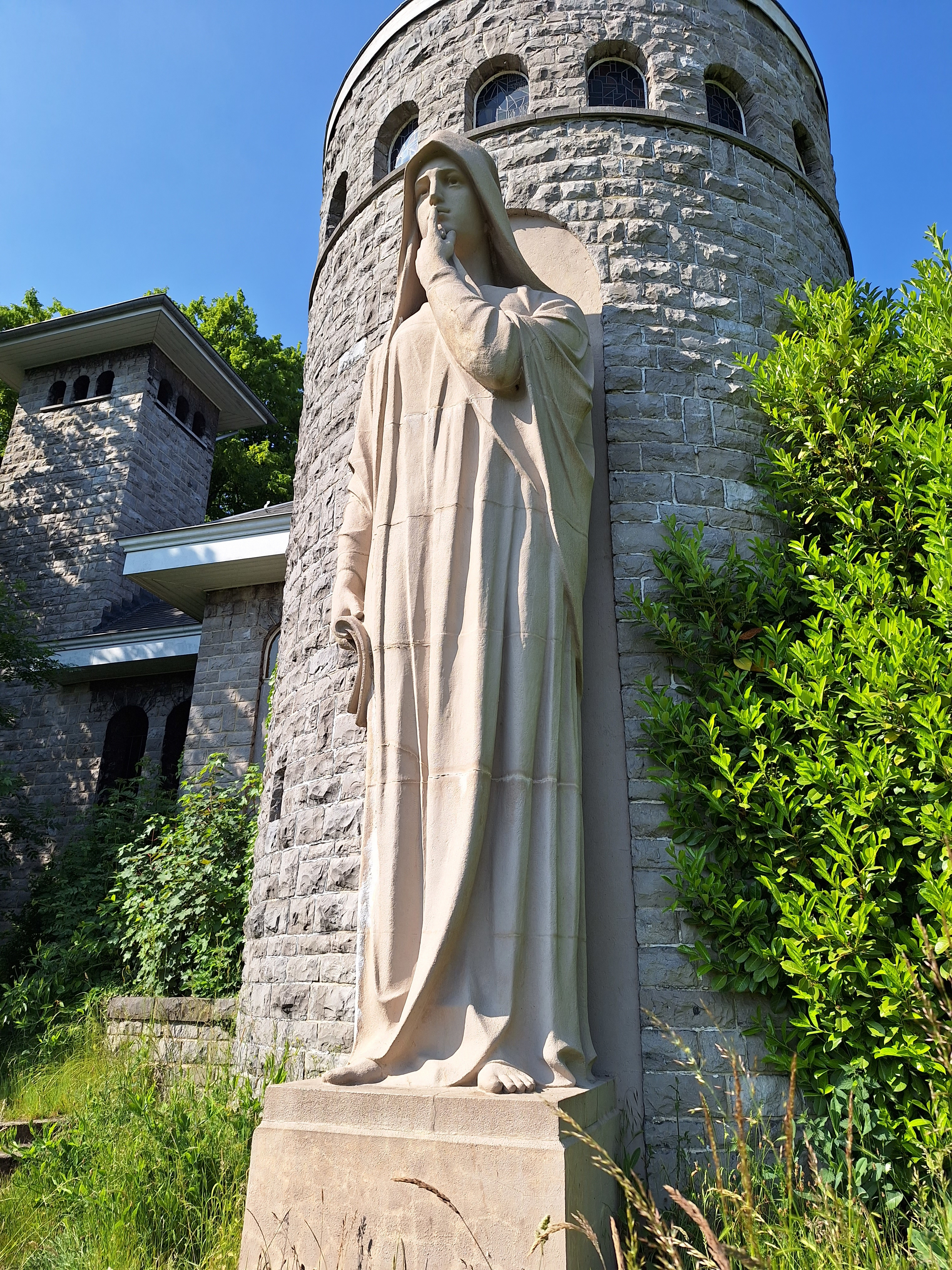
Chapelle St Maurice, statue de la Dame blanche par Jules Brouns.
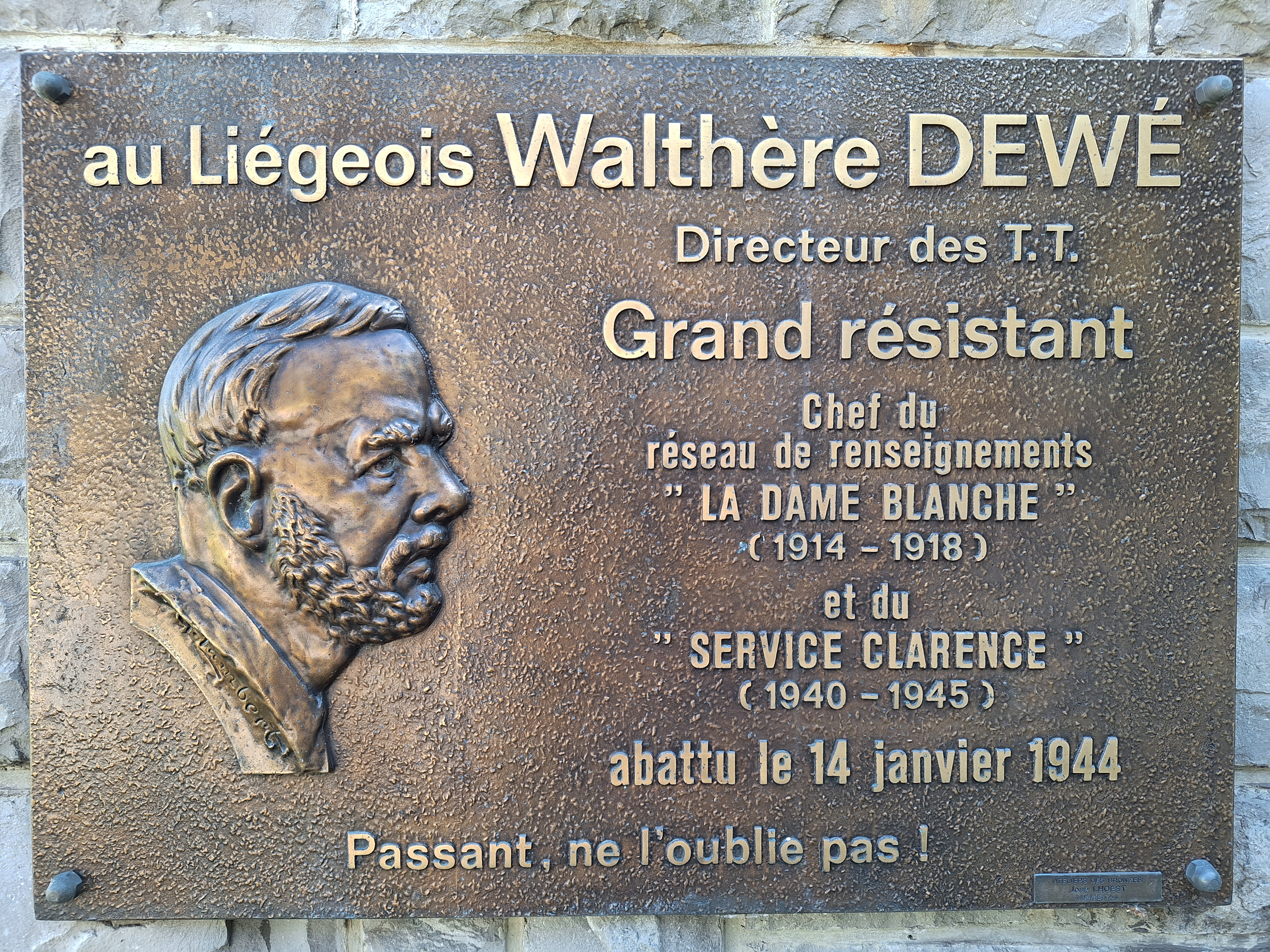
Plaque commémorative Walthère Dewé, rue Coupée à Liège.